# Dispuut (verband)

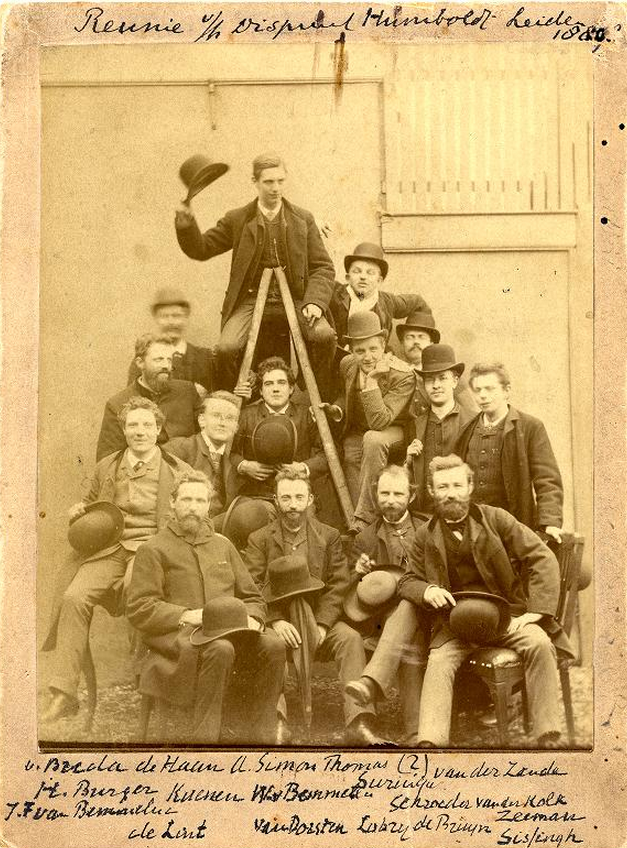
Groepsfoto door Israël Kiek van het Leidse vakdispuut "Humboldt", 1880.

Een dispuut is een georganiseerd verband, meestal van studenten. De term "dispuut" is een versteende verkorting van dispuutgezelschap, hetgeen verwijst naar een studentengezelschap waarin het debatteren of disputeren wordt beoefend. Daarnaast worden verticale subverbanden binnen studentenverenigingen ook disputen genoemd. 
Het dispuut is een Nederlands verschijnsel. In Vlaanderen wordt het inhoudelijke equivalent van een dispuut een studentenclub genoemd. Ook in andere landen bestaan er studentenverbanden die in bepaalde aspecten op disputen lijken, zoals fraternities en sororities in de Verenigde Staten. 

## Vakdisputen
De eerste disputen waren vakdisputen, genootschappen van studenten in dezelfde studierichting met het bediscussiëren van vakinhoudelijke onderwerpen als doel. Een vroeg voorbeeld is het in 1796 opgerichte Du choc des sentiments et opinions, la vérité jaillit et s'échappe en rayons (letterlijk: Uit de botsing van gevoelens en meningen komt de waarheid naar boven en ontsnapt ze in stralen), een Amsterdams vakdispuut voor juristen. Zij kwamen elke donderdag samen, waarbij telkens een van de leden als defendens een these moest verdedigen terwijl vier andere leden opponeerden. Leden konden boetes krijgen voor een verscheidenheid aan vergrijpen, van het te laat komen tot het ontijdig in de rede vallen van de defendens. Dit alles had het dispuut minutieus vastgelegd in een 125 artikelen tellend reglement. De mores van Du choc zijn, direct of indirect, van invloed geweest op later opgerichte dispuutgezelschappen.
In de negentiende eeuw verschenen allerlei vakdisputen ten tonele, waarvan vele zich onder de dan opkomende studentencorpora schaarden. De disputen hadden op elk moment ongeveer 10-15 leden, en lid worden kon veelal alleen op uitnodigen en na een hospitatie. De werkzaamheden op de vergaderingen—meestal eens in de veertien dagen van ongeveer zes tot twaalf uur 's avonds in de kamers van leden belegd—volgden in veel gevallen een redelijk vast patroon. Na het voorlezen van de notulen en het innen van de boetes werden een of meerdere voordrachten gegeven. Daarna vonden vaak nog andere werkzaamheden plaats, zoals het aan de tand voelen van een lid over een specifiek onderwerp of het houden van een improvisatie. Na de vergadering werd vaak een nabroodje gegeten, hetgeen in sommige gevallen op een sober maaltje en in andere op een drankgelag neerkwam.
Omdat studeren in Nederland tot het eind van de negentiende eeuw aan mannen was voorbehouden, hadden disputen in die tijd ook slechts mannelijke leden. Toen in de eerste kwart van de twintigste eeuw het aandeel vrouwelijke studenten aan de universiteiten steeg konden de disputen kiezen om ongemengd te blijven of om zich ook voor vrouwelijke leden open te stellen. Het Leidse dispuutgezelschap "Christiaan Huygens" voor wis- en natuurkunde koos bijvoorbeeld het laatste en nam vanaf april 1913 ook vrouwelijke leden aan.
Ook tegenwoordig nog bestaan er enkele vakdisputen zoals Quisque Suis Viribus en M.F.. Andere vakdisputen zijn uitgegroeid tot studieverenigingen, waaronder het Chemisch Dispuut Leiden en de Vereniging van Utrechtse Geografie Studenten.

## Disputen als subverbanden
Toen de confessionele verenigingen zoals Sanctus Augustinus en de Societas Studiosorum Reformatorum aan het begin van de twintigste eeuw te groot werden om op de algemene vergadering inhoudelijk te discussiëren over geloofskwesties, ontstonden daar disputen als subverbanden. Zo verenigden de oorspronkelijke leden van S.S.R.-Amsterdam zich na een fusie met het Collegium M.E.D.I.C.U.S. in 1901 tot het dispuut Α.Π.Ε.Δ.Α.Σ., en kreeg Augustinus in 1913 haar eerste dispuut: M.A.K.K.E.R. (Maakt Aan Kennis en Kunde Elkaar Rijker). De werkzaamheden van deze disputen waren vergelijkbaar met die van vakdisputen, en op de vergaderingen kwamen maatschappelijke thema's en geloofskwesties aan bod. Met de deconfessionalisering van deze verenigingen in de tweede helft van de twintigste eeuw werd het disputeren bij dit soort disputen steeds zeldzamer, en kwam de focus meer op gezelligheid te liggen.   
Disputen zijn tegenwoordig dus doorgaans kleine structuren binnen een studentenvereniging waarin gelijkgestemden met elkaar optrekken. Met name de grote verenigingen zorgen er op deze manier voor dat er geen leden verloren gaan in de grote massa. Ook zijn er landelijke verenigingen met een dispuutstructuur, zoals de C.S.F.R., waarbij er in elke stad één dispuut zit. Disputen bevinden door heel Nederland, zowel met universitaire als met hbo-studenten en al dan niet verbonden aan een studentenvereniging. Ook mbo-disputen bestaan, maar zijn zeldzaam.   
Tot in de jaren 30 waren disputen binnen verenigingen ongemengd: dat wil zeggen dat ze alleen toegankelijk waren voor leden van hetzelfde geslacht. In 1931 werd als onderdeel van S.S.R.-Utrecht het eerste gemengde dispuut opgericht. Ook tegenwoordig bestaan er zowel ongemengde als gemengde disputen. Leden van disputen zijn afkomstig uit verschillende aankomstjaren: een dispuut heeft dus een verticale structuur. Een jaarclub daarentegen heeft alleen leden van hetzelfde jaar, en is dus een horizontale structuur. Sommige verenigingen hebben zowel jaarclubs als disputen, maar er zijn ook verenigingen met alleen jaarclubs of alleen disputen. Vaak kan een aspirant niet zomaar lid worden van een dispuut, maar moet diegene door de dispuutleden gevraagd worden of is er een vorm van ballotage. Veel disputen kennen daarnaast een vorm van ontgroening voor aspirant-leden, waarna een plechtige inauguratie van de nieuwe leden plaatsvindt.

## Trivia
- In het hoofdstuk "Het dispuut-collegie" van zijn in 1844 gepubliceerde boek Studentenleven beschrijft Klikspaan een typische vergadering van een vakdispuut, gebaseerd op zijn eigen ervaring bij het letterkundig dispuut "Inter Nos Amicitia" (opgericht 1816)[8].